# HMS Pytchley (L92)
HMS Pytchley (L92) là một tàu khu trục hộ tống lớp Hunt Kiểu I của Hải quân Hoàng gia Anh Quốc được hạ thủy và đưa ra phục vụ vào năm 1940. Nó đã hoạt động cho đến hết Chiến tranh Thế giới thứ hai, cho đến khi xuất biên chế năm 1946 và bị bán để tháo dỡ năm 1956.

## Thiết kế và chế tạo
Pytchley được đặt hàng cho hãng Scotts Shipbuilding and Engineering Company tại Greenock, Scotland trong Chương trình Chế tạo 1939 và được đặt lườn vào ngày 26 tháng 7 năm 1939. Nó được hạ thủy vào ngày 13 tháng 2 năm 1940 và nhập biên chế vào ngày 23 tháng 10 năm 1940. Con tàu được cộng đồng dân cư Borough of Kettering tại Northamptonshire đỡ đầu trong khuôn khổ cuộc vận động gây quỹ Tuần lễ Tàu chiến năm 1942.

## Lịch sử hoạt động
Pytchley trải qua phần lớn thời gian trong quãng đời hoạt động phục vụ tại Bắc Hải. Nó trúng phải một quả thủy lôi ngoài khơi Flamborough Head vào năm 1941, và được sửa chữa tại River Tyne. Vào tháng 6 năm 1944, nó tham gia lực lượng hải quân hộ tống để hỗ trợ cho cuộc đổ bộ Normandy, hỗ trợ cho cuộc tấn công đổ bộ lên bãi Gold.
Sau chiến tranh, Pytchley phục vụ như một tàu mục tiêu để huấn luyện không kích vào tháng 12 năm 1945, trước khi được đưa về Hạm đội Dự bị tại Devonport vào năm 1946, rồi bị bán cho hãng BISCO để tháo dỡ. Con tàu được kéo đến xưởng tháo dỡ tại Llanlley vào ngày 1 tháng 12 năm 1956.